# Megachile flavofasciata
Megachile flavofasciata är en biart som beskrevs av Wu 1982. Megachile flavofasciata ingår i släktet tapetserarbin, och familjen buksamlarbin. Inga underarter finns listade i Catalogue of Life.